# إسحاق غارسيا
إسحاق غارسيا (بالإسبانية: Isaac García)‏ هو منافس ألعاب قوى مكسيكي، ولد في 5 أبريل 1968.

## وصلات خارجية
- إسحاق غارسيا على موقع الاتحاد الدولي لألعاب القوى (الإنجليزية)